# 玉川寺 (世田谷区)
玉川寺（ぎょくせんじ）は、東京都世田谷区瀬田四丁目にある日蓮宗の寺院。身延山久遠寺の関東別院である。親師法縁。

## 歴史
当寺院のルーツは、江戸時代の寛文6年に江戸・日暮里に創建された妙隆寺という日蓮宗の寺院にある。
昭和に入り、日蓮の入滅650年の記念事業として身延山直轄の別院を東京にも造ろうという動きが出た。しかし、昭和初期は新たな寺社の建立は許されていなかったので、昭和7年(1932年)にこの日暮里の妙隆寺を当地に移転した上、身延山関東別院として新たに開山したものである。
そして昭和15年(1940年)頃から「玉川寺」と称するようになった
1971年に本堂が火災により焼失したものの、1977年に再建。
平成に入り、2005年には日蓮上人の銅像が開眼した。
檀家は地元のみならず関東一円に広がっている。

## 主な施設
- 本堂
- 書院
- 墓地
- 身延山保育園(隣接する保育園。1957年開園。当寺院が母体になっている。)[3]

## 近隣施設
- 両親閣東京別院（敬親玉川教会）
- 玉眞院（玉川大師）
- 瀬田玉川神社

## アクセス
- 東急田園都市線・東急大井町線二子玉川駅より徒歩約10分。または当駅よりバス「身延山別院」下車徒歩5分。
- 拝観は無料。日中の時間帯のみ受け付け。
- 駐車施設:なし

## 関連文献
- 「新堀村 妙隆寺」『新編武蔵風土記稿』 巻ノ18豊島郡ノ10、内務省地理局、1884年6月。NDLJP:763978/23。

## 外部サイト
- 玉川寺のホームページ
- ようこそ身延山保育園のホームページへ - archive.today（2015年4月21日アーカイブ分）